# Parcs nationaux d'Azerbaïdjan
Les parcs nationaux d'Azerbaïdjan sont gérés par le ministère de l'écologie et des ressources naturelles de la république d'Azerbaïdjan. 
Le premier parc national créé était le parc national de Zangazur en 2003. Depuis lors, huit autres parcs nationaux ont été établis ; le plus récent étant le parc national Samur-Yalama en 2012.
Les parcs nationaux sont des terres publiques ou des plans d'eau d'importance environnementale, historique et autre, qui ont le statut de protection gouvernementale. Ils servent à des fins de protection de l'environnement, de recherche éducative, scientifique, culturelle, etc. 

## Parcs nationaux
En tant que pays situé dans le Caucase entre la mer Noire et la mer Caspienne, l'Azerbaïdjan possède une flore et une faune riches et une plus grande biodiversité parmi les États européens et d'énormes ressources naturelles. Les terres dotées d'écosystèmes spécialement protégés jouent un rôle crucial dans la préservation de la biodiversité. L'activité de ces corps naturels favorise la préservation d'espèces végétales et animales rares et menacées. L'Azerbaïdjan a un total de 9 parcs nationaux (ainsi que 13 parcs naturels de l'État et 21 réserves d'État), qui sont répertoriés dans le tableau avec l'année de leur établissement et leur superficie.
La superficie totale des 9 parcs nationaux est de 310 136,5 hectares (3 101 365 km2 et 1 197 444 milles carrés). Au total, plus de 3,58 % de l'Azerbaïdjan est sous la protection du gouvernement en tant que parcs nationaux.

### Parc national de Zangazur
Le parc national de Zangazour (rebaptisé et agrandi en 2009 de l'ancien parc national d'Ordubad) est caractérisé par une riche diversité biologique. Il a 58 espèces d'animaux (35 de vertébrés et 23 d'insectes) et 39 espèces de plantes qui sont incluses dans le livre rouge de l'Azerbaïdjan. Le parc national comprend des espèces rares et en voie de disparition comme le léopard persan, le mouton de montagne-mouflon, la chèvre bézoard, l'aigle de mer à queue blanche, l'aigle royal, la petite outarde.

### Parc national de Shirvan

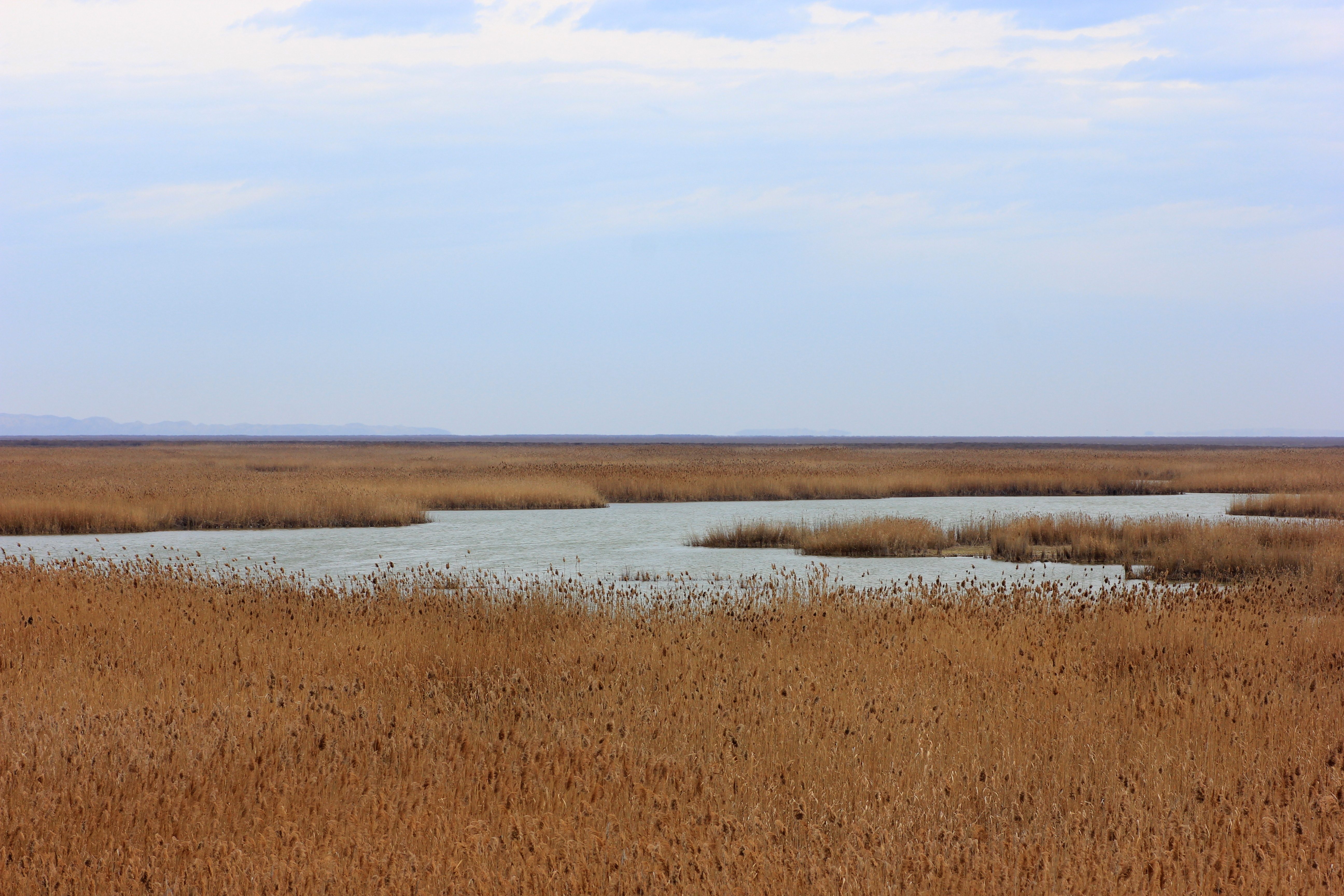
Végétation dans le parc national de Shirvan, en Azerbaïdjan. Janvier 2016.

Le parc national de Shirvan a un paysage semi-désertique et un plan d'eau d'environ 40 kilomètres carrés. Le parc national possède une faune ornithologique extrêmement riche. Des espèces rares et précieuses d'oiseaux (turaj, petite outarde, outarde, cygnes, flamants, etc.) hivernent et nichent dans les zones marécageuses. Les gazelles de Djeyran sont les mammifères les plus répandus dans la région.

### Parc national d'Aghgol
Le parc national Aghgol est situé dans la plaine Mil des plaines du Kur-Araz, il a un paysage semi-désertique et méritait le titre de paradis des oiseaux, comme le lieu d'hiver et de nid le plus important des oiseaux. La faune ornithologique de cette réserve est très riche. Plus de 140 espèces d'oiseaux y sont recensées dont 89 espèces d'oiseaux nicheurs (perdrix, spatule, cygne, sarcelle, outarde, etc.). Le parc national Ag-Gol est conçu pour protéger les systèmes écologiques marécageux, en tant que lieux de nidification et d'hivernage des oiseaux migrateurs et aquatiques. Ag-Gol a été incorporé dans la liste de la convention de l'UNESCO « Sur les zones marécageuses d'importance internationale comme les lieux de résidence des oiseaux ». 

### Parc national d'Hirkan
Le parc national d'Hirkan est situé dans les basses terres de Lenkoran et les monts Talych et est couvert à 99% par des forêts dans une région principalement montagneuse, et est strictement protégé.
Le parc national d'Hirkan préserve des espèces végétales reliques et endémiques de la période tertiaire. Les forêts d'Hirkan représentent 150 des 435 types d'arbres et de buissons. On peut rencontrer de tels types d'arbres, inclus dans le livre rouge d'Azerbaïdjan comme, buis Hirkan, arbre de fer, chêne châtaignier, figuier, poirier Hirkan, Acacia de soie, palmier du Caucase, gleditsia caspienne, boucherie un balai, un aulne, des animaux comme le léopard persan, le faisan de Talych, l'aigle royal, etc.

### Parc national d'Altyaghaj
La superficie du parc national d'Altyaghaj est couverte à 90,5 % par des forêts feuillues décidues tempérées. Les principaux types d'arbres sont les arbres de fer, le charme du Caucase, le hêtre oriental, le bouleau, le bouleau, etc. Le parc national abrite le rare Caucase de l'Est (Capra cylindricornis), une antilope de chèvre vivant dans la moitié orientale. des montagnes du Caucase. Les animaux comme le chevreuil, l'ours, le sanglier, le lynx, le renard, le lapin, l'écureuil, le loup, etc. se trouvent sur le territoire de ce parc,.

### Parc national d'Absheron
Le prédécesseur du parc national d'Absheron à l'époque soviétique était la réserve naturelle d'État d'Abcheron, créée en juillet 1969 afin de protéger la gazelle, le phoque caspien et les oiseaux aquatiques qui habitaient le territoire. Le climat de la région est doux-chaud, spécifique à la steppe semi-désertique et sèche. Les types et la phytomasse de la flore sont trop pauvres ici, les plantes sont changées respectivement de l'eau et du régime salé de la région. Les plantes de sable côtières (42,6 %), les prairies de jigilgamish et de paz grass (13,2 %), les graminées salines d'un an (5,2 %), etc. Les éphémères se développent également bien au début du printemps. Dans la zone sèche gazelle, chacal, renard, lapin, blaireau, dans les eaux de la mer Caspienne et divers poissons, oiseaux comme la mouette argent, cygne sifflant, gris et noir à tête rouge, canards noirs aux yeux blancs, grand butor blanc, bécasseau, chauve -coot, march belibagli, mer bozcha et autres oiseaux migrateurs ont habité ici. Les animaux et les oiseaux qui habitent dans le parc national de Shirvan, dont les noms ont été inclus dans les livres rouges, existent également dans le parc national d'Abcheron.

### Parc national de Shakhdag

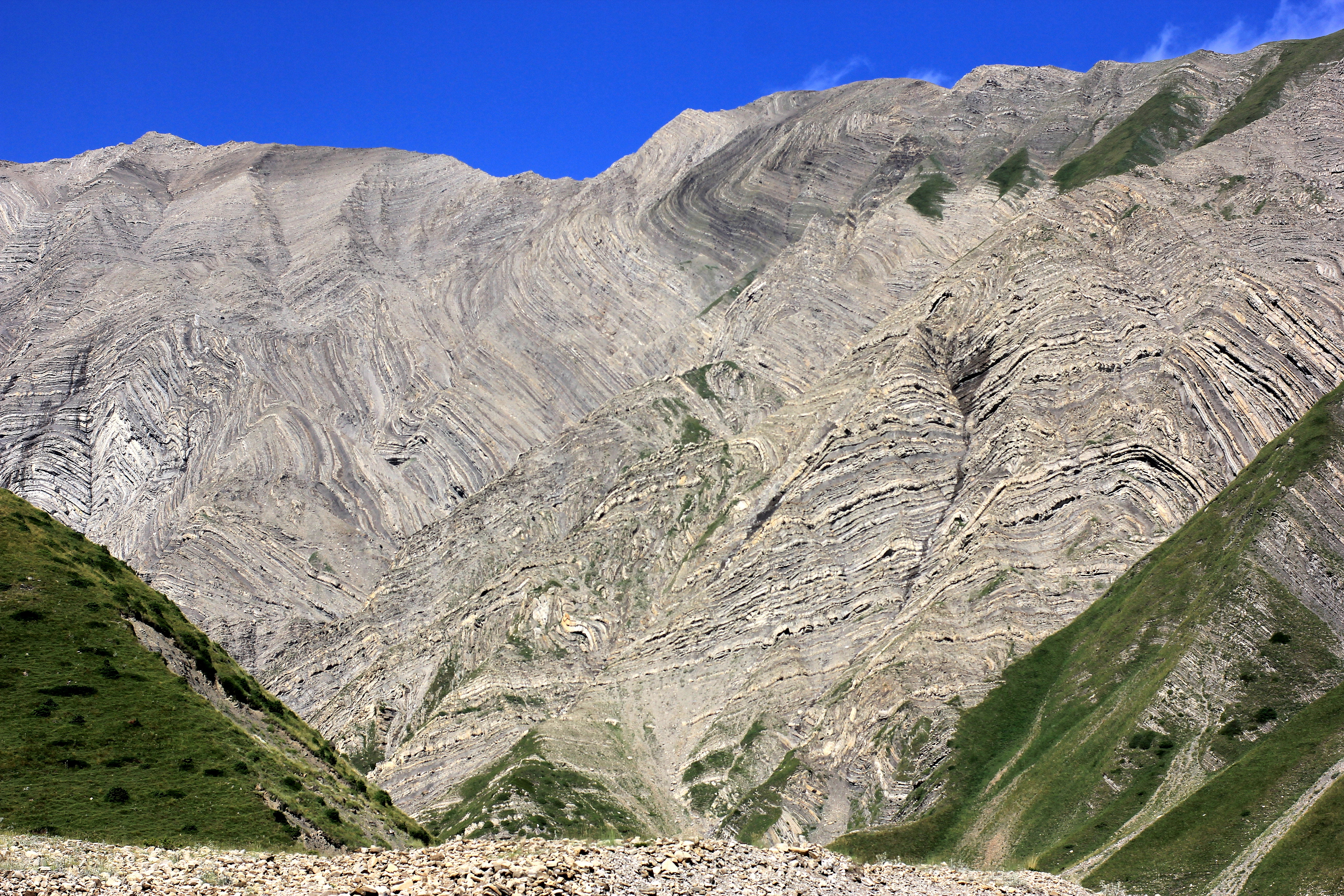
Symphonie de rocs dans le parc national de Shakhdag. Juillet 2016.

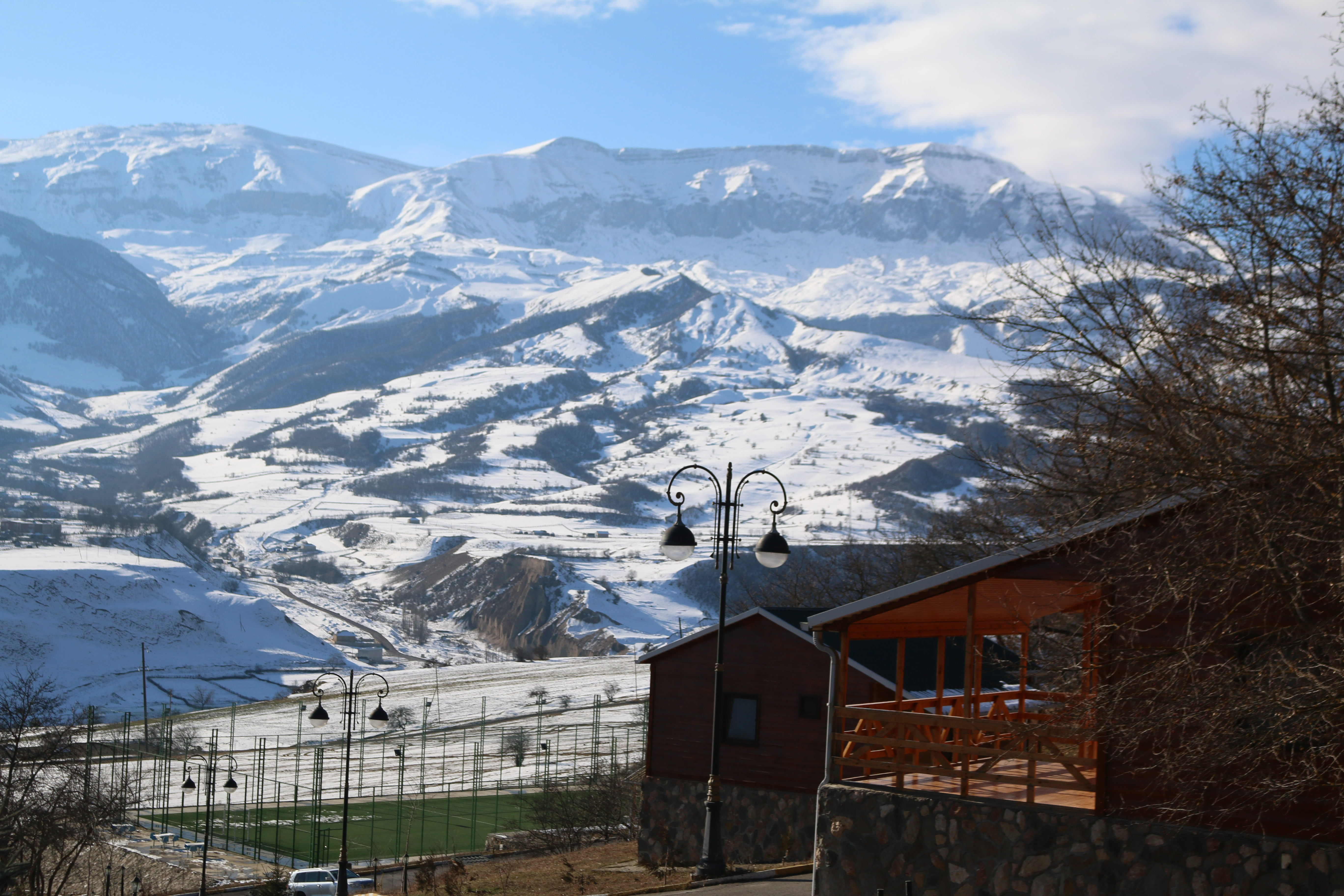
Montagnes du Caucase dans le parc national de Shakhdag, Qusar (raion), Azerbaïdjan. Janvier 2018.

Le parc national de Shakhdag a été créé en 2006 et est devenu le plus grand parc national non seulement d'Azerbaïdjan mais dans tout le Caucase.
Le parc national du Shakhdag est situé dans le nord de l'Azerbaïdjan, à la frontière avec la Russie et la Géorgie dans les montagnes du Grand Caucase. La Banque mondiale a accordé un prêt de 17 millions de dollars et une subvention de 8 millions de dollars pour la création du parc national, tandis que le gouvernement japonais a fourni 8 millions de dollars sous forme de subvention pour la mise en œuvre du projet. Le parc national du Shahdag aidera à résoudre les problèmes écologiques et à construire une infrastructure touristique dans le Caucase pour les visiteurs  

### Parc national de Goygol
Le parc national de Goygol a été créé en 2008. Le prédécesseur du parc national de Goygol à l'époque soviétique était la « réserve d'État GoyGol » créée en 1925. Le parc national de Goygol est situé à l'est de l'Azerbaïdjan, sur les pentes septentrionales du Caucase, et comprend le lac Göygöl qui lui a donné son nom. La zone de Göygöl est presque entièrement couverte de forêts et possède une flore riche avec plus de 420 espèces végétales, dont 20 sont endémiques à la région. Il a également une faune riche, avec des mammifères tels que les ours bruns, le cerf rouge du Caucase, le chevreuil, le lynx, etc. et les oiseaux tels que le lammergeyer, le corbeau, la perdrix de montagne.,

### Parc national de Samur-Yalama
Le parc national de Samur-Yalama a été créé en 2012 et est actuellement le nouveau parc national de l'Azerbaïdjan. La majeure partie du parc national se trouve dans la zone côtière de la Caspienne et est couverte de forêts. Les types d'habitats comprennent la zone littorale, la forêt, la brousse et la steppe. Certaines espèces caractéristiques sont le cerf-volant noir, l'aigle impérial de l'Est, la loutre, le chat roseau, le lynx, le chamois, le cerf rouge de la Caspienne et l'ours brun. Dans les eaux côtières appartenant au parc national, l'esturgeon stellaire, la truite brune, l'anguille, le sandre et le kutum de Caspian peuvent être trouvés.